# 호쑤언흐엉
호쑤언흐엉(베트남어: Hồ Xuân Hương / 胡春香 호춘향, 1772년 ~ 1822년)는 레 왕조 말기의 작가, 시인이다. 한문 대신 주로 한국의 이두, 향찰과 비슷한 베트남 민족문자 쯔놈으로 작품을 즐겨 지었으며, 이 때문에 "쯔놈 문학의 여왕"이라고 부른다.